# 汐止端
汐止端為臺灣國道一號汐止五股高架道路的起點，位於臺灣新北市汐止區，指標為13k。
國道一號主線南下車流可由此進入汐五高架，汐五高架北上車流由此匯入國道一號主線。
|          | 13 汐止端 | 南 下 |      | 台北 |
| 內湖     | 13 汐止端 | 南 下 |      |      |
|          | 13 汐止端 | 南 下 | 五股 |      |
| 堤頂大道 | 13 汐止端 | 南 下 |      |      |

## 外部連結
- 國道一號汐止交流道、汐止系統交流道、汐五高架汐止端示意圖 （页面存档备份，存于）（交通部高速公路局）